# Excanto
Az Excanto zenekar 1998-ban alakult Budapesten. Repertoárjukon elsősorban reneszánsz és barokk zene szerepel, de szívesen játszanak későbbi korok zeneszerzőitől is olyan műveket, amelyek megszólaltathatók az adott hangszer-összeállításban. Fennállásuk óta felléphettek többek között a Budapesti Tavaszi Fesztiválon, a Művészetek Völgyében Kapolcson, a Gödöllői Kastélykoncerteken, valamint két alkalommal Londonban (Hungary in Focus, Docklands Festival).

## Tagjai
- Kállay Gábor (1953) az Excanto együttes vezetője, operaénekes (tenor), furulyaművész,  a magyar régizenei élet meghatározó alakja. Az Excanto együttest a Ferencvárosi Ádám Jenő Zeneiskolában működő kamarazene tanszak egykori diákjaiból állította össze, akik közül ketten saját gyermekei.
- Kállay Katalin a Weiner Leó Zeneművészeti Szakközépiskolában tanult brácsát Papp Sándornál és blockflötét Czidra Lászlónál, majd a Liszt Ferenc Zeneművészeti Egyetem zenetudományi tanszakán végzett 2006-ban. Jelenleg a Szegedi Tudományegyetem régizene-blockflöte szakos hallgatója, tanára Lőrincz László. Részt vett Peter Holtslag és Anneke Boeke mesterkurzusán. Az Excantón kívül tagja a Camerata Hungarica, a Sebastian Consort, és a Marquise régizene együtteseknek. A Weiner Leó Zeneiskola és Zeneművészeti Szakközépiskola, valamint a Budapesti Kortárstánc Főiskola tanára.
- Kállay Ágnes hatéves korában kezdett csellózni Kovácsné Angyal Magda növendékeként, majd Déri György tanítványa volt a Bartók Béla Konzervatóriumban. Tanulmányait a Zeneakadémián, Csurgay István osztályában folytatta, ahol 2006-ban szerzett diplomát. Ezt követően Német Állami Ösztöndíjjal (DAAD) a kölni Zeneművészeti Főiskolán Maria Kliegelnél folytatta tanulmányait. Számos nemzetközi kurzuson vett részt; első díjat nyert az Alpok-Adria Nemzetközi Csellóversenyen (Gorizia), és a Beethoven Piano Society of Europe által rendezett kamarazenei versenyen (London).
- Csáki András gitártanulmányait 11 éves korában Kozma Lászlónál kezdte a Ferencvárosi Ádám Jenő Zeneiskolában. Ugyanitt Kállay Gábornál tanult kamarazenét és régizenét. A Bartók Konzervatóriumban Szilvágyi Sándor növendékeként érettségizett 2000-ben. Két évig Győrben Roth Edénél, majd pedig - a klasszikus gitár tanszak Budapesten történő beindítását követően - a Zeneakadémián, Eötvös Józsefnél tanult. Tanulmányai során kétszer nyerte el a Magyar Köztársaság Köztársasági ösztöndíját. Gitárművészként és tanárként 2007-ben szerezte meg diplomáját kitüntetéssel. Jelenleg a Zeneakadémia doktori iskolájának (DLA) másodéves hallgatója. Számos hazai és nemzetközi verseny győztese (Vác, Esztergom, Weimar, Vina del Mar-Chile, Pozsony, Tychy, Rust, Belgrád, Bécs). Rendszeresen koncertezik idehaza és külföldön. Magyar gitárosként játszott Dél-Amerikában (Chilében és Venezuelában), valamint számos európai országban (Angliában, Ausztriában, Bosznia-Hercegovinában, Csehországban, Franciaországban, Görögországban, Lengyelországban, Spanyolországban, Szlovákiában, Szerbia-Montenegróban, Romániában, illetve az Egyesült Államokban (Dallasban, Miamiban, Los Angelesben). Gitárkurzust tartott Franciaországban, Görögországban és az USA-ban. A Bartók Rádió szólistája. 2005-től a Budapesti Bartók Konzervatórium gitártanára. 2008-tól pedig Fischer Annie ösztöndíjas.